# Johannes Baptist Katschthaler
Johannes Baptist Katschthaler (Hippach, 29 maggio 1832 – Salisburgo, 27 febbraio 1914) è stato un cardinale e arcivescovo cattolico austriaco.
Fu nominato cardinale della Chiesa cattolica da papa Leone XIII.

## Biografia
Nacque a Hippach il 29 maggio 1832, ed era l'ottavo figlio di Jacob Katschthaler (1778-1835), insegnante e organista, originario di Bad Gastein, e Theresia Gredler (1793-1851), originaria di Schwendau.
Fu arcivescovo di Salisburgo dal 1900 al 1914.
Papa Leone XIII lo elevò al rango di cardinale nel concistoro del 22 giugno 1903.
Morì il 27 febbraio 1914 all'età di 81 anni.

## Genealogia episcopale e successione apostolica
La genealogia episcopale è:
- Cardinale Scipione Rebiba
- Cardinale Giulio Antonio Santori
- Cardinale Girolamo Bernerio, O.P.
- Arcivescovo Galeazzo Sanvitale
- Cardinale Ludovico Ludovisi
- Cardinale Luigi Caetani
- Cardinale Ulderico Carpegna
- Cardinale Paluzzo Paluzzi Altieri degli Albertoni
- Papa Benedetto XIII
- Papa Benedetto XIV
- Papa Clemente XIII
- Cardinale Giovanni Battista Caprara Montecuccoli
- Vescovo Dionys von Rost
- Vescovo Karl Franz von Lodron
- Vescovo Bernhard Galura
- Vescovo Giovanni Nepomuceno de Tschiderer
- Cardinale Friedrich Johann Joseph Cölestin von Schwarzenberg
- Cardinale Maximilian Joseph von Tarnóczy
- Cardinale Johann Evangelist Haller
- Cardinale Johannes Baptist Katschthaler

La successione apostolica è:
- Arcivescovo Balthasar Kaltner (1901)
- Arcivescovo Ignaz Rieder (1911)